# Colin Allen (Philosoph)
Colin Allen (* 1960) ist ein US-amerikanischer Philosoph. Seine Forschungsschwerpunkte betreffen die philosophischen Grundlagen der Kognitionswissenschaft. Allen wurde speziell dafür bekannt, dass er die philosophische Analyse mit den Kognitionswissenschaften kombiniert und sich dabei auf neueste Forschungen einerseits aus dem Bereich der tierischen Verhaltensforschung und speziell der Kognitiven Ethologie und andererseits aus dem Bereich der Robotik und Künstlichen Intelligenz stützt. In diesem Umfeld ist besonders sein Werk „Moral Machines: Teaching Robots Right from Wrong“ (Oxford University Press, 2009) bekannt geworden.

## Leben und Werk
Allen erwarb 1982 einen B.A. in Philosophie am University College London. Später studierte er an der University of California in Los Angeles und promovierte dort 1989 in Philosophie. In Los Angeles studierte er auch Informatik mit der Fachausrichtung Künstliche Intelligenz.
Von 1989 bis 2004 wirkte Allen als Professor der Philosophie an der Texas A&M University, von 2004 bis 2017 an der Indiana University Bloomington. Seit 2017 arbeitet er an die University of Pittsburgh. Von 2015 bis 2020 wirkte er auch als Gastprofessor an der Jiaotong-Universität Xi’an in der Volksrepublik China.
Seit 1998 berät er die Stanford Encyclopedia of Philosophy. Er ist Koautor des Logiklehrbuches Logic Primer (MIT Press 1992, 2nd ed. 2001, zusammen mit Michael Hand). Allen ist derzeit Direktor des Indiana Philosophy Ontology Project (InPhO), das unter anderem von der DFG gefördert wurde. Allen war von 2015 bis 2019 mit vier anderen Kollegen des Stone Age Institute der Indiana University an einem Projekt beteiligt, das die „Evolution der menschlichen Kognition“ erforschte.
2010 erhielt Allen den Forschungspreis der Alexander-von-Humboldt-Stiftung für sein Forschungswerk. 2013 erhielt er den Barwise-Preis der American Philosophical Association. 2017 wurde er mit einem Preis (Changjiang-Stipendiat) des Kultusministeriums der Volksrepublik China für seine Forschungen ausgezeichnet.